# بولیاروفو

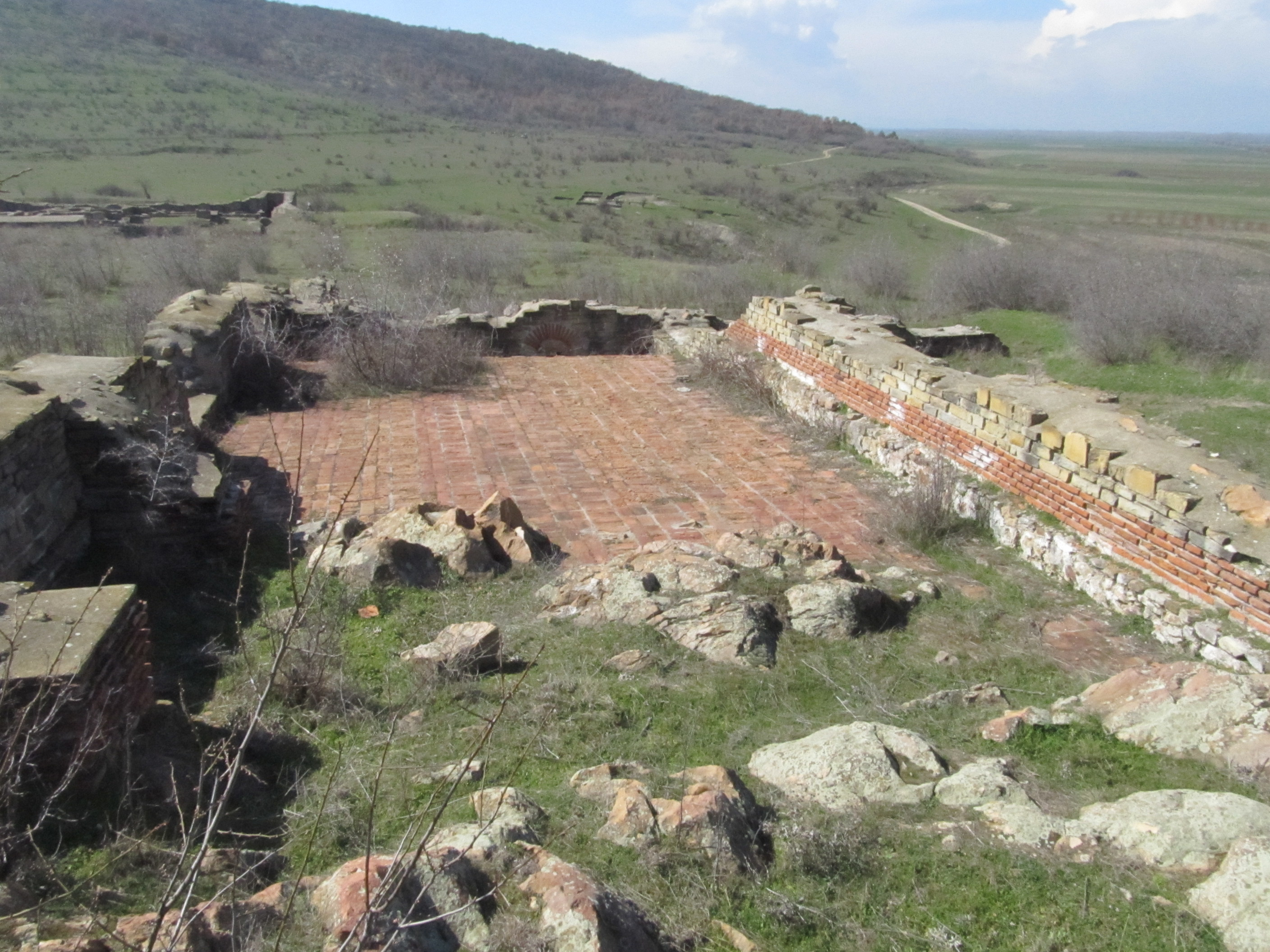
یک بنای تاریخی در یامبول در بلغارستان است.

یک بنای تاریخی در یامبول در بلغارستان است
بولیاروفو شهری در استان یامبول کشور بلغارستان است که جمعیت آن در سال ۲۰۰۱ میلادی ۱٬۳۵۰ نفر بوده‌است.